# Irrawaddy-Flusshai
Der Irrawaddy-Flusshai (Glyphis siamensis) ist eine Art der Flusshaie (Gattung Glyphis) innerhalb der Requiemhaie (Carcharhinidae). Dieser Hai ist  nur von einem Museumsexemplar bekannt, das im 19. Jahrhundert in der Deltamündung des Irrawaddy an der Küste Birmas gefangen wurde. Der Hai wird als vom Aussterben bedroht eingestuft. Nach DNA-Vergleichen liegen die Sequenzen des Holotyps von G. siamensis innerhalb der vom Gangeshai (Glyphis gangeticus) untersuchten Proben und der Irrawaddy-Flusshai wäre damit keine eigenständige Art mehr.

## Merkmale

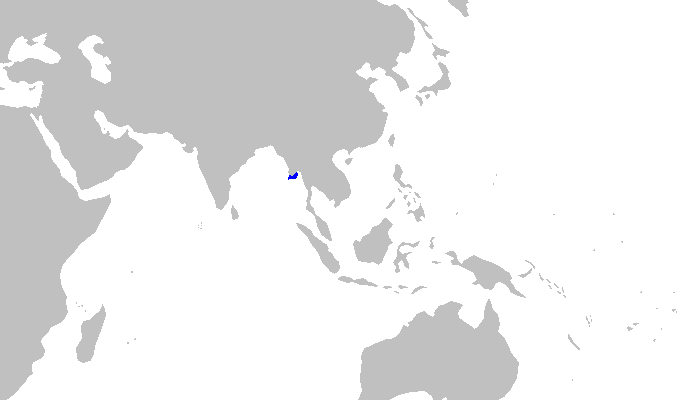
Fanggebiet

Das einzige bekannte Exemplar des Irrawaddy-Flusshais ist 60 cm lang. Der US-amerikanische Haiexperte Leonard Compagno nimmt eine Maximallänge von einem bis drei Meter an. Der Hai hat einen stämmigen Körper, der oberseits braungrau, unterseits weiß und ohne irgendwelche Zeichnungen ist. Das kurze Rostrum ist breit abgerundet, die Augen sind klein. Die Zähne im Oberkiefer sind breit, dreieckig und gesägt, die ersten Unterkieferzähne besitzen nur schwach gesägte Kanten. Der Beginn der ersten Rückenflosse liegt über dem Ende der Brustflossenbasis, die zweite ist halb so hoch wie die erste. Ein Interdorsalkamm fehlt. Die Afterflosse hat an ihrem hinteren Rand eine starke Einbuchtung. Vom nah verwandten Gangeshai (Glyphis gangeticus) unterscheidet sich der Irrawaddy-Flusshai durch eine höhere Anzahl von Wirbeln und eine geringere Anzahl von Zähnen.

## Gefährdung
Der Irrawaddy-Flusshai wird in der Roten Liste der IUCN als vom Aussterben bedroht ("Critically Endangered") eingestuft.

## Belege
1. ↑  Chenhong Lia, Shannon Corrigan, Lei Yang, Nicolas Straube, Mark Harris, Michael Hofreiter, William T. White and Gavin J. P. Naylorb: DNA capture reveals transoceanic gene flow in endangered river sharks. 13302–13307 | PNAS | October 27, 2015 | vol. 112 | no. 43
2. ↑  Glyphis siamensis in der Roten Liste gefährdeter Arten der IUCN 2008. Eingestellt von: Barnett, L.A.K., Quaranta, K.L., Ebert, D.A., White, W.T. & Compagno, L.J.V., 2008. Abgerufen am 11. August 2011.